# غوستافو كارمونا
غوستافو كارمونا (بالإسبانية: Gustavo Carmona)‏ هو لاعب كرة قدم مكسيكي، ولد في 25 مايو 1995. لعب مع Lobos BUAP ‏.

## وصلات خارجية
- غوستافو كارمونا على موقع قاعدة بيانات كرة القدم.إي يو (الإنجليزية)
- غوستافو كارمونا على موقع Soccerway.com (الإنجليزية)